# Heute plus
heute plus war eine interaktive Fernsehsendung, die freitags im Anschluss an die 19-Uhr-heute-Nachrichten um 19:30 Uhr live bei ZDFinfo ausgestrahlt wurde. Sie zeichnete sich durch die Einbeziehung der Zuschauer aus. Via Chat und über die sozialen Netzwerke konnten während der Live-Sendung Fragen an die Gäste im Studio gestellt werden. Zudem wurde in jeder Ausgabe anfangs eine ausgewählte Person per Videotelefonie über Skype zugeschaltet und bekam Gelegenheit, Kritik zu üben und Verbesserungsvorschläge in die Runde zu stellen. Nach dem Ende jeder Sendung beantwortete ein Mitglied der heute-Redaktion noch bis 20:00 Uhr Zuschauerfragen im Chat.
Moderiert wurde heute plus abwechselnd von Jessica Zahedi, Eric Marr und Yasmin Parvis. Die Zuschauerfragen wurden zum Teil vor der Sendung ausgewählt oder vom Moderator von einem Tablet-Computer vorgelesen. Beantwortet wurden diese meist vom verantwortlichen Schlussredakteur und vom Nachrichtensprecher (Petra Gerster, Christian Sievers oder Barbara Hahlweg) der 19-Uhr-heute-Ausgabe. Durch das Einspielen von kurzen Videobeiträgen und das gelegentliche Abschalten des Keyings sollte ein Einblick hinter die Kulissen gewährt werden. heute plus wurde wie die meisten anderen Nachrichtensendungen des ZDF live vom 2009 eröffneten Studio am Mainzer Lerchenberg gesendet. Bis Dezember 2011 lief der Talk mittwochs.
Am 19. Oktober 2011 stellte sich Stargast Oliver Welke den Fragen der Zuschauer und sprach über seinen Alltag als Moderator der heute-show.
Zu Beginn der Sendung am 30. März 2012 bekam der Zuschauer Einblick in die Redaktionsräume der heute-Nachrichten.
Das Format richtete sich vor allem an jüngere Zuschauer, die sich politisch und journalistisch interessieren.
Am 18. Januar 2013 wurden Neuerungen bei ZDFinfo bekannt. Zu diesen gehörte, dass die Sendezeit auf 15 Minuten verkürzt wurde und die heute vor der heute plus durch Dokumentationen ersetzt wurde. Außerdem wurden mehr Nachrichtenthemen der Woche behandelt und verstärkt über die Reporter-Arbeit berichtet.
Am 24. April 2015 wurde die letzte Sendung von heute plus ausgestrahlt, in der die Zuschauer Fragen zum Nachfolgeformat heute+ stellen konnten, welches die Sendung heute nacht ersetzen soll und eine Weiterentwicklung von heute plus darstellt, in dem das Element des Dialogs zwischen den Zuschauern und den Nachrichtenmachern ausgebaut werden soll. In den sozialen Netzwerken lief bereits seit 21. April 2015 eine Testphase, seit dem 18. Mai 2015 wird heute+ im ZDF-Hauptprogramm ausgestrahlt.